# Arthur Wilson
Pour les articles homonymes, voir Wilson et Arthur Wilson (homonymie).
Arthur Knyvet Wilson est un amiral de la Royal Navy né le 4 mars 1842 et mort le 25 mai 1921. Il sert durant la guerre des mahdistes et se voit décerner la Croix de Victoria après la première bataille d'El Teb. Il commande ensuite la Channel Fleet, avant d'être brièvement nommé First Sea Lord, puis conseiller à l'Amirauté durant la Première Guerre mondiale.

## Biographie
Amiral aux idées conservatrices, voire franchement traditionalistes, Arthur Wilson était fermement opposé à la création, au sein de la Royal Navy d'une force de Sous-marins, alors même que cette "arme des faibles" , relativement peu coûteuse commençait à devenir une menace potentielle pour les gros et coûteux navires de surface tels que croiseurs et cuirassés, notamment grâce aux travaux des ingénieurs navals français (Dupuy de Lôme, Gustave Zédé) et surtout de l'inventeur irlando-américain John-Philipp Holland (dont le premier sous marin, presque opérationnel, était financé par les rebelles irlandais de l'IRB).
Il est passé à la postérité par son jugement aussi péremptoire qu'erroné sur l'Arme Sous marine qui a fait couler beaucoup d'encre : Underwater?...unfair , underhand and damned un-english (sous-marin ? Déloyal, sournois et diablement non-anglais), ajoutant que les sous-mariniers capturés devaient être considérés comme des pirates et, comme tels, pendus à la grand-vergue.
Lorsque la Royal Navy finit par se doter, à contrecœur, d'une flotte de sous-marins (les premiers étant conçus par nul autre que John-Philipp Holland), l'arme sous marine (surnommée the silent service , l'arme silencieuse) avait toujours mauvaise réputation dans la Royal Navy.
L'un des premiers commandants de sous marins britanniques  victorieux au cours de la 1° Guerre Mondiale, le futur amiral Max Horton fit preuve d'humour en arborant le pavillon des pirates dit Jolly Roger au retour d'une patrouille victorieuse , instituant une tradition appelée à devenir pérenne , les sous-mariniers anglais victorieux arborant leurs victoires sur un pavillon pirate suivant une codification précise.

## Décorations
- Chevalier grand-croix de l'ordre royal de Victoria
- Croix de Victoria
- Chevalier grand-croix de l'ordre du Bain
- Ordre du Mérite (Commonwealth)
- Commandeur de 1re classe de l'ordre du Dannebrog
- Chevalier Grand-croix de l'ordre du Lion néerlandais
- Ordre du Médjidié